# Велис, Леонардо
Леона́рдо Ива́н Ве́лис Ди́ас (исп. Leonardo Iván Véliz Díaz; 3 сентября 1945, Вальпараисо) — чилийский футболист, нападающий. Участник чемпионата мира 1974 года и финалист Кубка Америки 1979 года.

## Карьера

### Клубная
Леонардо Велис дебютировал в составе «Коло-Коло» 19 марта 1972 года в матче против «Депортес Антофагаста». Цвета «Коло-Коло» Велис защищал в общей сложности на протяжении 6 сезонов. В составе «Коло-Коло» Вальдес провёл 183 матча в чемпионате Чили, забил в них 29 голов, стал 3-кратным чемпионом Чили, 3-кратным обладателем Кубка Чили, а также финалистом Кубка Либертадорес 1973 года. Кроме «Коло-Коло» Вальдес выступал за «Эвертон» (Винья-дель-Мар), «Унион Эспаньола» и «О’Хиггинс».

### В сборной
В сборной Чили Велис дебютировал 23 февраля 1966 года в товарищеском матче со сборной СССР, завершившимся со счётом 0:2. В составе сборной Велис принял участие в чемпионате мира 1974 года и двух Кубках Америки 1975 и 1979 годов, где сборная Чили стала серебряным призёром. Своё последнее выступление за сборную Велис провёл в товарищеском матче против сборной Бразилии 26 августа 1981 года, тот матч завершился ничьей 0:0. Всего же за сборную Велис сыграл 39 официальных матчей, в которых забил 2 гола.
| №  | Дата             | Соперник  | Счёт | Голы | Турнир                       |
| 1  | 23 февраля 1966  | СССР      | 0:2  | -    | Товарищеский матч            |
| 2  | 17 апреля 1966   | Бразилия  | 0:1  | -    | Кубок Бернардо О’Хиггинса    |
| 3  | 28 мая 1969      | Аргентина | 1:1  | 1    | Товарищеский матч            |
| 4  | 8 июня 1969      | Парагвай  | 1:0  | -    | Товарищеский матч            |
| 5  | 11 июня 1969     | Аргентина | 1:2  | -    | Товарищеский матч            |
| 6  | 27 июля 1969     | Эквадор   | 4:0  | -    | Отборочный матч к ЧМ 1970    |
| 7  | 3 августа 1969   | Эквадор   | 1:1  | -    | Отборочный матч к ЧМ 1970    |
| 8  | 10 августа 1969  | Уругвай   | 0:2  | -    | Отборочный матч к ЧМ 1970    |
| 9  | 4 октября 1970   | Бразилия  | 1:5  | -    | Товарищеский матч            |
| 10 | 14 июня 1972     | Эквадор   | 2:1  | -    | Кубок независимости Бразилии |
| 11 | 21 июня 1972     | Ирландия  | 2:1  | -    | Кубок независимости Бразилии |
| 12 | 13 мая 1973      | Перу      | 2:0  | -    | Отборочный матч к ЧМ 1974    |
| 13 | 18 июля 1973     | Аргентина | 3:1  | -    | Кубок Карлоса Диттборна      |
| 14 | 20 сентября 1973 | Мексика   | 2:1  | -    | Товарищеский матч            |
| 15 | 26 сентября 1973 | СССР      | 0:0  | -    | Отборочный матч к ЧМ 1974    |
| 16 | 24 апреля 1974   | Гаити     | 1:0  | 1    | Товарищеский матч            |
| 17 | 26 апреля 1974   | Гаити     | 0:0  | -    | Товарищеский матч            |
| 18 | 12 мая 1974      | Ирландия  | 1:2  | -    | Товарищеский матч            |
| 19 | 14 июня 1974     | ФРГ       | 0:1  | -    | Чемпионат мира 1974          |
| 20 | 18 июня 1974     | ГДР       | 1:1  | -    | Чемпионат мира 1974          |
| 21 | 22 июня 1974     | Австралия | 0:0  | -    | Чемпионат мира 1974          |
| 22 | 6 ноября 1974    | Аргентина | 0:2  | 2    | Кубок Карлоса Диттборна      |
| 23 | 20 ноября 1974   | Аргентина | 1:1  | 1    | Кубок Карлоса Диттборна      |
| 24 | 17 июля 1975     | Перу      | 1:1  | -    | Кубок Америки 1975           |
| 25 | 20 июля 1975     | Боливия   | 1:2  | -    | Кубок Америки 1975           |
| 26 | 20 августа 1975  | Перу      | 1:3  | -    | Кубок Америки 1975           |
| 27 | 6 октября 1976   | Уругвай   | 0:0  | -    | Кубок Хуана Пинто Дурана     |
| 28 | 13 октября 1976  | Аргентина | 0:2  | -    | Товарищеский матч            |
| 29 | 26 января 1977   | Парагвай  | 4:0  | -    | Товарищеский матч            |
| 30 | 15 июня 1977     | Шотландия | 2:4  | -    | Товарищеский матч            |
| 31 | 8 августа 1979   | Венесуэла | 1:1  | -    | Кубок Америки 1979           |
| 32 | 29 августа 1979  | Венесуэла | 7:0  | 1    | Кубок Америки 1979           |
| 33 | 5 сентября 1979  | Колумбия  | 2:0  | -    | Кубок Америки 1979           |
| 34 | 24 октября 1979  | Перу      | 0:0  | -    | Кубок Америки 1979           |
| 35 | 5 декабря 1979   | Парагвай  | 1:0  | -    | Кубок Америки 1979           |
| 36 | 11 декабря 1979  | Парагвай  | 0:0  | -    | Кубок Америки 1979           |
| 37 | 15 июля 1981     | Уругвай   | 0:0  | -    | Кубок Хуана Пинто Дурана     |
| 38 | 5 августа 1981   | Перу      | 2:1  | -    | Товарищеский матч            |
| 39 | 26 августа 1981  | Бразилия  | 0:0  | -    | Товарищеский матч            |

Итого: 39 матчей / 2 гола; 13 побед, 14 ничьих, 12 поражений.

## Достижения

### Командные
Сборная Чили
- Серебряный призёр Кубка Америки: 1979
- Обладатель Кубка Бернардо О’Хиггинса: 1966
- Обладатель Кубка Карлоса Диттборна: 1973

 «Унион Эспаньола»
- Чемпион Чили (2): 1975, 1977
- Серебряный призёр чемпионата Чили (2): 1970, 1976
- Бронзовый призёр чемпионата Чили: 1971
- Финалист Кубка Чили: 1978
- Финалист Кубка Либертадорес: 1975

 «Коло-Коло»
- Чемпион Чили (3): 1972, 1979, 1981
- Серебряный призёр чемпионата Чили (2): 1973, 1982
- Бронзовый призёр чемпионата Чили (2): 1974, 1980
- Обладатель Кубка Чили (3): 1974, 1981, 1982
- Финалист Кубка Чили (2): 1979, 1980
- Финалист Кубка Либертадорес: 1973

 «О’Хиггинс»
- Финалист Кубка Чили: 1983